# William C. Adamson
William Charles Adamson, född 13 augusti 1854 i Bowdon i Georgia, död 3 januari 1929 i New York, var en amerikansk demokratisk politiker och jurist. Han var ledamot av USA:s representanthus 1897–1917.
Adamson utexaminerades från Bowdon College, studerade sedan juridik, inledde därefter sin karriär som advokat i Carrollton och arbetade senare som domare i Carrollton.
Adamson efterträdde 1897 Charles L. Moses som kongressledamot. År 1917 avgick han och efterträddes 1918 av William C. Wright. Adamson tjänstgjorde som domare i United States Customs Court 1926–1928.